# Wybory parlamentarne na Nauru w 1973 roku
Trzecie wybory do Parlamentu Nauru miały miejsce w 1973 roku. Startowało 40 kandydatów ubiegających się o 18 miejsc w parlamencie. Oddano łącznie 1148 głosów.
W porównaniu do poprzedniej kadencji doszło do dwóch zmian. Audi Dabwido został zmieniony przez Bobby'ego Eoe, a Ludwiga Keke zmienił Alfred Dick. Po raz kolejny nowy parlament wybrał na prezydenta Hammera DeRoburta.

## Szczegółowe wyniki wyborów

### Aiwo
Głosy ważne – 138,

Głosy nieważne – 4.
| Miejsce | Kandydat                | Wartość głosów |
| ------- | ----------------------- | -------------- |
| 1       | Samuel Edwin Tsitsi     | 85,083         |
| 2       | Kinza Godfrey Clodumar  | 84,750         |
| 3       | Alfred Itubwa Amram     | 64,917         |
| 4       | Reginald Roderick Akiri | 52,750         |

### Anabar
Głosy ważne – 110,

Głosy nieważne – 6.
| Miejsce | Kandydat               | Wartość głosów  |
| ------- | ---------------------- | --------------- |
| 1       | Agoko James Doguape    | 66,883 (65,883) |
| 2       | David Peter Gadaroa    | 53,633 (53,467) |
| 3       | Ainungom Jerry Waidabu | 43,500          |
| 4       | Maein Deireragea       | 41,??? (41,650) |
| 5       | Renfrey Waidabu        | 33,100 (34,200) |
| 6       | Ateo Amram             | 30,883 (31,883) |

### Anetan
Głosy ważne – 125,

Głosy nieważne – 6.
| Miejsce | Kandydat                     | Wartość głosów  |
| ------- | ---------------------------- | --------------- |
| 1       | Roy Demanganuwe Degoregore   | 84,567 (74,567) |
| 2       | Lawrence Stephen             | 58,800          |
| 3       | Paul Asa Denagabwida Diema   | 43,167          |
| 4       | Adago Denuwea Bucky Idarabwe | 43,117          |
| 5       | Daroa Olsson                 | 42,533          |
| 6       | Dori Olsson                  | 34,067 (43,100) |

### Boe
W okręgu wyborczym Boe nie głosowano w wyborach, powodem była zbyt mała liczba kandydatów do parlamentu. 4 grudnia 1973 Sadaraka M. Sadaraka, przewodniczący krajowej komisji wyborczej, zdecydował, że do parlamentu II kadencji wybrani zostali: 
| Miejsce | Kandydat                        | Wartość głosów |
| ------- | ------------------------------- | -------------- |
| –       | Hammer DeRoburt                 | —              |
| –       | Nangindeit Temanimon Kenos Aroi | —              |

### Buada
Głosy ważne – 120,

Głosy nieważne – 7.
| Miejsce | Kandydat               | Wartość głosów  |
| ------- | ---------------------- | --------------- |
| 1       | Austin Bernicke        | 69,567          |
| 2       | Ruben James Tullen Kun | 59,050          |
| 3       | Vincent Detenamo       | 45,433 (43,433) |
| 4       | Totouwa Depaune        | 44,300          |
| 5       | Alec Stephen           | 41,083          |
| 6       | Rennie Harris          | 34,567          |

### Meneng
Głosy ważne – 204,

Głosy nieważne – 6.
| Miejsce | Kandydat                    | Wartość głosów |
| ------- | --------------------------- | -------------- |
| 1       | James Ategan Bop            | 128,067        |
| 2       | Bobby Ingitebo Ralph Eoe    | 91,633         |
| 3       | Ririanang Allan Thoma       | 80,333         |
| 4       | Harold Emwan Jeremiah       | 70,133         |
| 5       | David Audi Areymago Dabwido | 69,317         |
| 6       | Dogaben Alec Jimrock Harris | 60,317         |

### Ubenide
Głosy ważne – 284,

Głosy nieważne – 7.
| Miejsce | Kandydat                         | Wartość głosów    |
| ------- | -------------------------------- | ----------------- |
| 1       | Robidok Bagewa Buraro Detudamo   | 157,117           |
| 2       | Bernard Annen Auwen Dowiyogo     | 123,467           |
| 3       | Kennan Ranibok Adeang            | 112,933 (113,083) |
| 4       | Lagumot Gagiemem Nimidere Harris | 108,733           |
| 5       | Derog Gioura                     | 98,033            |
| 6       | Idarababwin Victor Eoaeo         | 95,517            |

### Yaren
Głosy ważne – 130,

Głosy nieważne – 1.
| Miejsce | Kandydat                             | Wartość głosów |
| ------- | ------------------------------------ | -------------- |
| 1       | Joseph Detsimea Audoa                | 101,333        |
| 2       | Alfred Derangdedage Bribirinang Dick | 62,667         |
| 3       | Antonius Dimwareiy                   | 57,833         |
| 4       | John Binono Willis                   | 49,000         |